# Ben Shenkman
Benjamin Shenkman (Nova York, 26 de setembro de 1968) é um ator norte-americano.

## Vida e carreira
Shenkman nasceu em Nova York e criado no que ele descreveu como "a secular tradição Oriental dos Judeus Europeus". Graduou-se na Universidade Brown, tendo obtido o Master of Fine Arts em 1993 pelo Programa de Pós Graduação da Universidade de Nova York na Tisch School of the Arts. Ele começou sua carreira profissional atuando em um pequeno papel no filme de 1994 Quiz Show dirigido por Robert Redford e como convidado especial em Lei & Ordem, a primeira de sete aparições em toda a série. Ele também começou a trabalhar no teatro, retratando Louis Ironson em Anjos na América, peça de Tony Kushner, no American Conservatory Theater de São Francisco. Não foi a primeira nem a última vez que Shenkman participou desta premiada peça: quando ainda estava na Universidade de Nova York, Shenkman fez o papel de Roy Cohn numa oficina de produção da peça, sendo que ele iria reprisar o papel de Louis oito anos mais tarde na adaptação para minissérie na HBO. Ao longo do trabalho de Shenkman nos anos 90, ele combinava produções off-Broadway com pequenos papéis em filmes como Queima de Arquivo (1996), Nova York Sitiada (1998), Pi (1998), O Filho de Jesus (1999), Alucinado (2000) e Réquiem para um Sonho (2000).
Em 2000 Shenkman obteve sucesso no teatro com a produção Proof co-estrelada por Mary-Louise Parker no Manhattan Theatre Club, pela qual recebeu uma indicação no Tony Awards 2001. Após o lançamento da minissérie Anjos na América na HBO, ele voltou para o Manhattan Theatre Club em 2004 com a peça Sight Unseen.
Como sua carreira continuou, Shenkman começou a fazer filmes de estúdio, tais como Procura-se um Amor que Goste de Cachorros (2005) e E se fosse verdade… (2005),Quando Me Apaixono (2008), "Breves Diálogos com Homens Horríveis" (2008) e Uma Família Bem Diferente (2008), um filme de temática gay feito no Canadá para o qual a NHL nomeadamente endossou o uso de logotipo do time e uniformes. Em 2010 participou do filme O Solteirão, no mesmo ano participando da premiere de Só Tu e Eu no Festival Sundance.
Ele também manteve ocupado na TV, participando de seis episódios da série de drama Canterbury's Law na Fox e em papéis recorrentes em Grey's Anatomy, Burn Notice, Damages, De Corpo e Alma e Lights Out na Fox. Shenkman co-estrelou a sitcom da NBC de curta duração The Paul Reiser Show.

## Filmografia
| Filmes        | Filmes                             | Filmes                                    | Filmes                                   | Filmes                     | Filmes |
| Ano           | Título original                    | Título (Brasil)                           | Título (Portugal)                        | Papel                      | Notas |
| ------------- | ---------------------------------- | ----------------------------------------- | ---------------------------------------- | -------------------------- | --- |
| 1993-2009     | Law & Order                        | Lei & Ordem                               | Lei & Ordem                              | Nick Margolis              | 7 episódios |
| 1994          | Quiz Show                          | Quiz Show - A Verdade dos Bastidores      | Quiz Show                                | Childress                  | |
| 1996          | New York Undercover                |                                           |                                          | Gabe Green                 | 1 episódio: 'Sympathy for the Devil' |
| 1996          | Eraser                             | Queima de Arquivo                         | Eraser                                   | Repórter                   | |
| 1997          | Camp Stories                       |                                           |                                          | Yehudah                    | |
| 1998          | Pi                                 | Pi                                        | Pi                                       | Lenny Meyer                | |
| 1998          | The Siege                          | Nova York Sitiada                         | Estado de Sítio                          | Agente Howard Kaplan       | |
| 1999          | Thick as Thieves                   | Contragolpe                               | Duros Como Ladrões                       | Veterinário                | |
| 1999          | Jesus' Son                         | O Filho de Jesus (TV)                     |                                          | Tom                        | |
| 1999          | 30 Days                            | 30 Dias                                   |                                          | Treinador Jordan           | |
| 2000          | Table One                          |                                           |                                          | Scott                      | |
| 2000          | Joe Gould's Secret                 | Crônicas de uma Certa Nova Iorque         |                                          | David                      | |
| 2000          | Law & Order: Special Victims Unit  | Lei & Ordem: Unidade de Vítimas Especiais | Lei & Ordem: Unidade Especial            | Max Knaack                 | 1 episódio: 'Chat Room' |
| 2000          | Requiem for a Dream                | Réquiem para um Sonho                     | A Vida Não É um Sonho                    |                            | Dr. Spencer |
| 2000          | Chasing Sleep                      | Alucinado                                 |                                          | Stewart                    | |
| 2000          | Bed                                |                                           |                                          | Curta-metragem             | |
| 2001-2003     | Ed                                 |                                           |                                          | Frank Carr / Andy Bednarik | |
| 2002          | Personal Velocity: Three Portraits | O Tempo de Cada Um                        | Velocidade Pessoal                       | Max                        | |
| 2002          | People I Know                      | O Articulador                             | Gente Conhecida                          | Locutor de rádio (voz)     | |
| 2002          | Roger Dodger                       | Roger, o Conquistador                     | Roger Dodger                             | Donovan                    | |
| 2002          | Stella shorts 1998-2002            |                                           |                                          | Hans                       | |
| 2003          | Angels in America                  |                                           | Anjos na América                         | Louis Ironson              | 6 episódios Nominação - Globe Award de Melhor Ator Coadjuvante em Televisão Nominação -Primetime Emmy para Melhor Ator Coadjuvante em Minissérie ou Filme |
| 2004          | Waking Dreams                      |                                           |                                          | Charles                    | Curta-metragem |
| 2005          | Law & Order: Trial by Jury         |                                           |                                          | Irv Kressel                | 2 episódios |
| 2005          | Must Love Dogs                     | Procura-se um Amor que Goste de Cachorros | Mulher com Cão Procura Homem com Coração | Charlie                    | |
| 2005          | Stella                             |                                           |                                          | Carl                       | 1 episódio: 'Meeting Girls' |
| 2005          | Just Like Heaven                   | E se fosse verdade...                     | Enquanto estiveres aí                    | Brett                      | |
| 2006          | Twenty Questions                   |                                           |                                          | Brian                      | |
| 2006          | Americanese                        |                                           |                                          | Steve                      | |
| 2006          | Love Monkey                        |                                           |                                          | Scott / Scott Tucker       | 6 episódios |
| 2007          | Wainy Days                         |                                           |                                          | Clovie                     | 1 episódio: 'My Turn' |
| 2007          | Then She Found Me                  | Quando Me Apaixono                        | Até que Me Encontrou                     | Dr. Freddy Epner           | |
| 2007          | Breakfast with Scot                | Uma Família Bem Diferente (DVD)           |                                          | Sam                        | |
| 2008          | Canterbury's Law                   |                                           |                                          | Russell Krauss             | 6 episódios |
| 2009          | Body Politic                       |                                           |                                          | Jim Sperlock               | |
| 2009          | Brief Interviews with Hideous Men  |                                           | Breves Diálogos com Homens Horríveis     | Sujeito #14                | |
| 2009          | Private Practice                   | Private Practice                          | Clínica Privada                          | Rob Harmon                 | 1 episódio: 'Ex-Life' |
| 2009          | Grey's Anatomy                     | Grey's Anatomy                            | Anatomia de Grey                         | Rob Harmon                 | 3 episódios |
| 2009          | Burn Notice                        | Queima de Arquivo                         | Espião Fora de Jogo                      | Tom Strickler              | 4 episódios |
| 2009          | Solitary Man                       | O Solteirão                               | Eterno Solteirão                         | Pete Hartofilias           | |
| 2010          | Lights Out                         |                                           |                                          | Mike Fumosa                | 5 episódios |
| 2010          | Blue Valentine                     | Namorados Para Sempre                     | Só Tu e Eu                               | Sam Feinberg               | |
| 2010          | Damages                            | Damages                                   |                                          | Curtis Gates               | 11 episódios |
| 2010          | Love Shack                         |                                           |                                          | Skip Blitzer               | Completado |
| 2010          | The Paul Reiser Show               |                                           |                                          | Jonathan                   | Papel fixo |
| 2011          | Drop Dead Diva                     |                                           |                                          | Dr. Bill Kendall           | Papel recorrente |
| 2018-presente | For the People                     |                                           |                                          | Roger Gunn                 | |